# Gounelloeme echinoscapus
Gounelloeme echinoscapus là một loài bọ cánh cứng trong họ Cerambycidae.